# Stadsgewest Haaglanden
Stadsgewest Haaglanden, kortweg Haaglanden, was van 1992 tot 2015 een plusregio in Zuid-Holland die de gehele Haagse agglomeratie omvatte: negen gemeenten die ongeveer een miljoen inwoners en een oppervlakte van 405 km² telden. Het stadsgewest maakte deel uit van de Zuidvleugel van de Randstad. De bevolkingsdichtheid van het gebied is 2737 inwoners per km². 
Op 1 januari 2015 is Stadsgewest Haaglanden opgegaan in de Metropoolregio Rotterdam Den Haag waarbinnen anno 2024 de term Haaglanden nog actief gebruikt wordt.
Haaglanden bestaat sindsdien ook nog als Veiligheidsregio en als Jeugdhulpregio.
In 2018 heeft de provincie een onderzoek laten doen naar de economische voordelen van het weer in het leven roepen van het stadsgewest.

## Zie ook

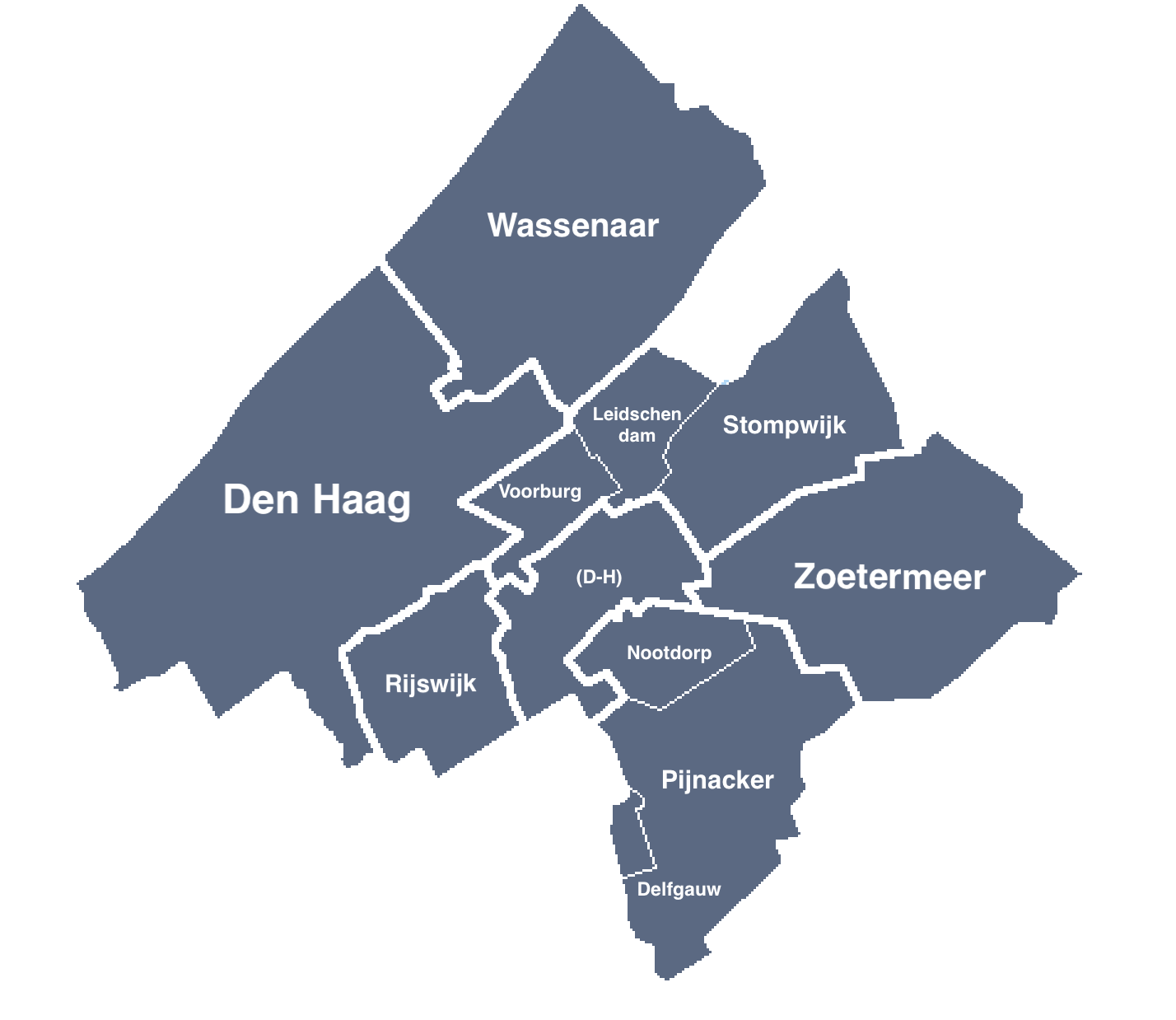
Kernen in het COROP-gebied Agglomeratie 's-Gravenhage

## Aantal inwoners
| Gemeente (per 1 januari 2024) | Inwonertal | COROP-gebied               |
| ----------------------------- | ---------- | -------------------------- |
| Den Haag                      | 565.701    | Agglomeratie 's-Gravenhage |
| Zoetermeer                    | 128.424    | Agglomeratie 's-Gravenhage |
| Westland                      | 115.984    | Delft en Westland          |
| Delft                         | 109.573    | Delft en Westland          |
| Leidschendam-Voorburg         | 78.246     | Agglomeratie 's-Gravenhage |
| Pijnacker-Nootdorp            | 57.948     | Agglomeratie 's-Gravenhage |
| Rijswijk                      | 59.640     | Agglomeratie 's-Gravenhage |
| Wassenaar                     | 27.108     | Agglomeratie 's-Gravenhage |
| Midden-Delfland               | 19.382     | Delft en Westland          |